# Organización Mundial del Comercio Justo
La Organización Mundial del Comercio Justo (WFTO por sus siglas en inglés), antes como Asociación Internacional de Comercio Justo (IFTA), fue creada en 1989 y es una asociación global de 324 organizaciones en más de 70 países. Los miembros son cooperativas de productores de comercio justo, empresas de comercialización de las exportaciones, importadores, comerciantes, redes nacionales y regionales de comercio justo y las organizaciones de apoyo al comercio justo. 
La misión de WFTO es mejorar las condiciones de vida y el bienestar de los productores en desventaja al enlazare y al promocionarse con las organizaciones de comercio justo, y abogando en favor de una mayor justicia en el comercio mundial. 
Los campos de acción de la WFTO son: 
- Desarrollo del mercado de comercio justo.
- Fomento confianza en el comercio justo.
- Hablar de comercio justo.
- Ofrecer oportunidades de asociación.
- Empoderamiento de las regiones.

En el 2004 la WFTO lanzó una certificación de comercio justo. La Marca de comercio justo (FTO) identifica las organizaciones registradas que comercialización de manera justa alrededor del mundo y garantiza que las normas se están aplicando a las condiciones de trabajo, salarios, trabajo infantil y el medio ambiente. Estas normas son verificadas por autoevaluaciones, revisiones mutuas y verificación externa. La Marca de comercio justo está disponible para todos los miembros de la WFTO que cumplan con los requisitos de las normas y el sistema de monitoreo de la WFTO y con más de 150 organizaciones registradas.
La WFTO opera en cinco regiones principales: África, Asia, América Latina, Europa y América del Norte y Cuenca del Pacífico, Marruecos.
Miembros de África, Asia, Europa y América Latina se han unido para formar asociaciones regionales de la WFTO. Ellos son:
Cooperación para el Comercio Justo en África (COFTA), WFTO Asia, WFTO Europa, WFTO-LA - Asociación Latinoamericana de Comercio Justo (WFTO Latin América) 

## 10 principios del Comercio Justo
La Organización Mundial del Comercio Justo (WFTO) establece 10 criterios que deben ser cumplidos por las organizaciones que trabajan en Comercio Justo, son los siguientes estándares y/o principios:
1. Crear oportunidades para productores en desventaja económica
2. Transparencia y responsabilidad
3. Prácticas comerciales justas
4. Pago de un precio justo
5. No al trabajo infantil y al trabajo forzado
6. No discriminación, equidad de género y libertad de asociación
7. Asegurar buenas condiciones del trabajo
8. Desarrollo de capacidades
9. Promoción del comercio justo
10. Respeto por el medio ambiente

## WFTO-Asia
La asociación asiática de WFTO tiene un total de 90 organizaciones de comercio justo.  Los países miembros representan la parte más pobre del continente. Bangladés, China, Camboya, India, Indonesia, Corea, Laos, Nepal, Pakistán, Filipinas, Sri Lanka, Tailandia, Timor Leste y Vietnam. Su papel en las operaciones de comercio justo varían, y se incluyen: productores, cooperativas, comerciantes, ONGs, y organizaciones religiosas, entre otros.